# 하동항
하동항(河東港)은 경상남도 하동군 금성면 갈사리에 있는 무역항(지방관리항)이다. 2010년 12월 무역항으로 지정되었다. 현재 하동화력발전소 연료 수송을 지원하고, 각종 산업단지가 들어서고 있다.

## 위치 및 항세
- 위치: 금성면 갈사리(하동하력, 갈사만조선산단) 전면수역
- 물동량/선박: 석탄 1,171만톤/180여척(외항선 120척)

## 현 항만시설
- 접안능력: 돌핀 3선석(135천톤 2, 15천톤 1), 물양장 150m
- 수역시설: 항로 9.86㎞, 정박지(지름 540m)